# Einkorn

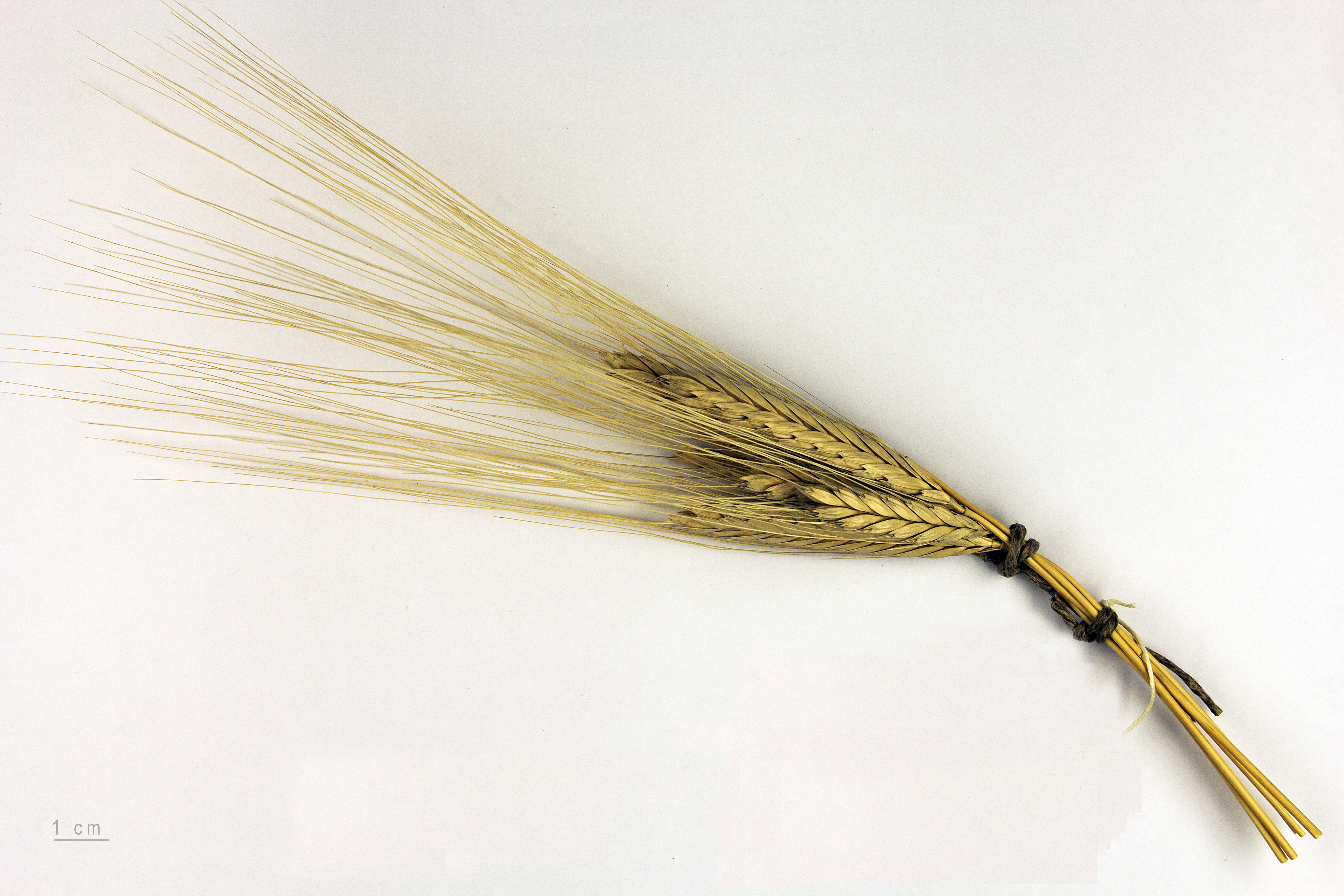
Triticum monococcum

Einkorn (Triticum monococcum), auch Blicken oder Kleiner Spelz genannt, ist eine Art der Gattung Weizen (Triticum) aus der Familie der Süßgräser (Poaceae) und ist 
eine der ältesten domestizierten Getreidearten. Einkorn stammt vom wilden Weizen (Triticum boeoticum Boiss.) ab, der im Gegensatz zu Einkorn eine brüchige Ährchengabel (Rhachis) hat. Einkorn galt als Vorläufer von Emmer, Dinkel und Saatweizen, bis durch genetische Untersuchungen festgestellt wurde, dass Emmer von Wildem Emmer aus der Südosttürkei abstammt.

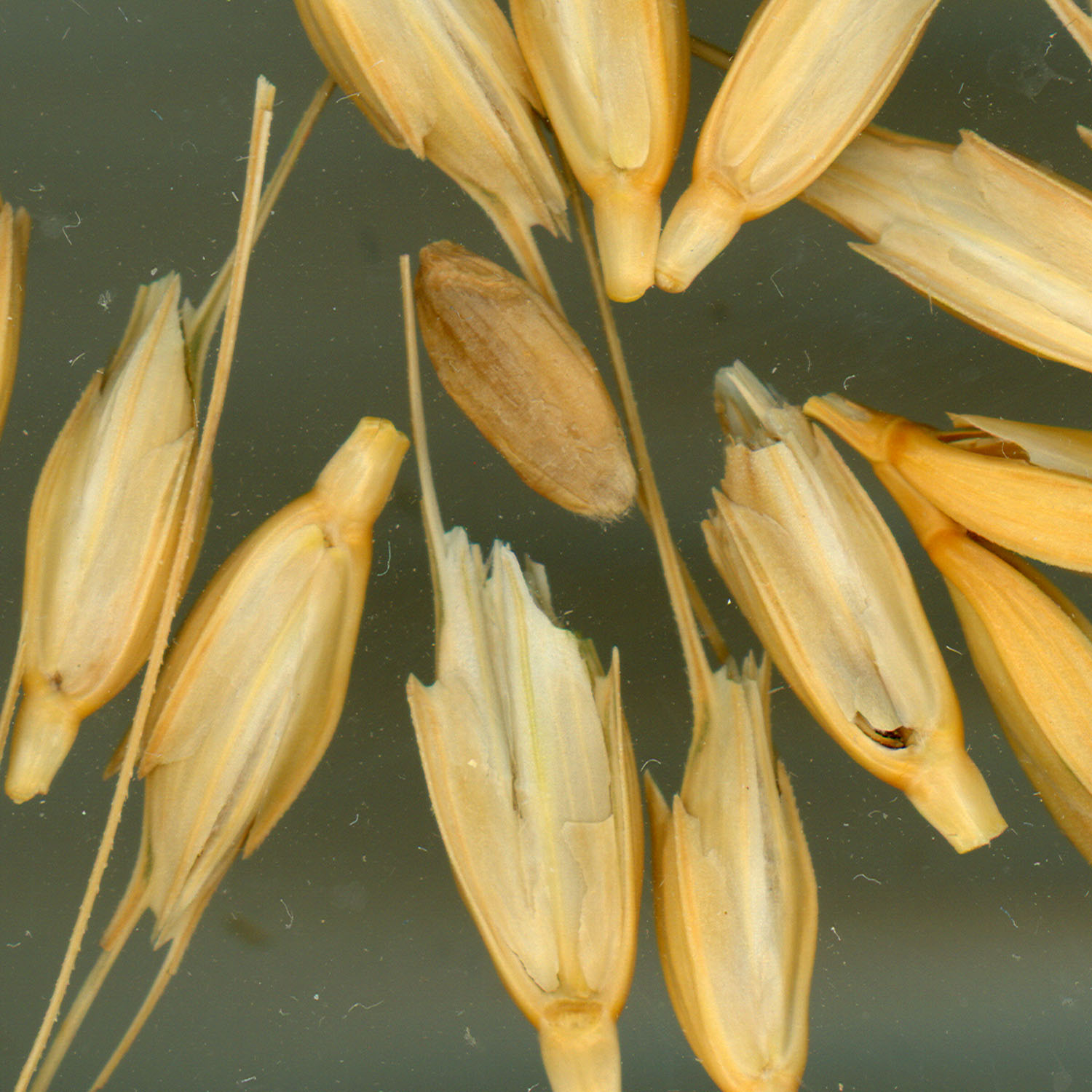
Einkorn in Spelzen

## Beschreibung

### Vegetative Merkmale
Das Einkorn ist eine einjährige Pflanze, die 50 bis 100 Zentimeter hoch wird und in Büscheln wächst. Die Halme sind dickwandig bis voll und die Knoten sind dicht mit abwärts gerichteten, kurzen Haaren besetzt. Die Blattspreiten sind bis 10 Millimeter breit; die untersten sind beiderseits samtig behaart, die übrigen sind kahl. Am Grund der Blattspreite besitzen sie zwei kleine sichelförmige Öhrchen.

### Generative Merkmale
Blütezeit ist Juni bis Juli. An der Spitze des Halms steht eine Ähre, die (ohne Grannen) 4 bis 10 Zentimeter lang ist. Sie ist locker und schmal, seitlich stark zusammengedrückt und aufrecht. Die Ährenspindel ist an den Knoten schwach behaart; sie zerfällt zur Reifezeit bei Druck und beim Dreschen so, dass jeweils das Spindelglied unterhalb der Abbruchstelle mit dem Ährchen verbunden bleibt und wie ein Stiel unter ihm steht. 
Die Ährchen sind zwei- bis dreiblütig und etwa 10 Millimeter lang. Die Hüllspelzen sind drei- bis fünfnervig, vom Grund an scharf gekielt mit einem geraden Zahn an der Spitze und 1 bis 2 seitlichen spitzen Zähnen. Die Deckspelzen sind kahnförmig. Die der unteren Blütchen haben eine 3 bis 8 Zentimeter lange dreikantige Granne und 1 bis 2 spitze Zähne. Die Vorspelzen sind zweinervig und so lang wie die Deckspelzen.
Die Chromosomenzahl ist 2n = 14.

## Ökologie
Bei der Wildform des Einkorns (Triticum monococcum subsp. aegilopoides) sind die Hüllspelzenkiele mit abwärts gerichteten Stachelhaaren besetzt, die Deckspelzengranne mit aufwärts gerichteten Stachelhaaren. Diese Haare erleichtern die Selbsteingrabung der Ährchen mit der Frucht in den Boden. Die Kulturform des Einkorns hat dann die Möglichkeit der Selbstaussaat verloren, weil die Ähre nicht mehr zerfällt.

## Taxonomie und Systematik
Das Einkorn wurde 1753 von Carl von Linné in Species Plantarum Tomus 1, S. 86 als Triticum monococcum erstbeschrieben. Synonyme sind Triticum pubescens M. Bieb.; Triticum sativum var. monococcum (L.) Vilmorin und Triticum aestivum var. monococcum (L.) Bailey.
Es können 3 Unterarten unterschieden werden:
- Triticum monococcum subsp. aegilopoides (Link) Thell.: Sie kommt wild von der Balkanhalbinsel und der Ukraine bis Afghanistan vor.[4] Bei dieser Unterart zerfällt die Ährenspindels spontan bei der Reife.[2]
- Triticum monococcum subsp. monococcum: Sie kommt wild nur in der Türkei vor.[4]
- Triticum monococcum subsp. sinskajae (A. A. Filatenko & U. K. Kurkiev) Valdés & H. Scholz: Sie kommt in der Türkei vor.[3]

## Domestikation
Das Ursprungsgebiet von domestiziertem Einkorn ist umstritten. Heun und andere argumentieren anhand genetischer Untersuchungen von Einkorn aus der Türkei, dem Kaukasus und dem Libanon für eine Herkunft aus der südöstlichen Türkei (Karacadağ), während Martin K. Jones et al. (2006) und andere den Ursprung in der südlichen Levante sehen, wo Emmer, Einkorn und Gerste seit dem präkeramischen Neolithikum A 8000–7700 v. Chr. domestiziert wurden. Die Nachweise werden allerdings angezweifelt. Sicher domestiziertes Einkorn stammt aus dem präkeramischen Neolithikum B (6700–6000 v. Chr.), zum Beispiel aus Jericho und Tell Aswad II.
Am oberen Euphrat wurde domestiziertes Einkorn in den vorkeramischen Schichten von Dja'de, Jerf el Ahmar, Mureybet, Nevalı Çori und Tell Abu Hureyra gefunden. Aus Siedlungen wie Cafer Höyük, Nevalı Çori und Cayönü liegt jedoch auch wildes Einkorn vor, was auf die Bedeutung der Pflanze als Sammelpflanze im Epipaläolithikum hinweist.

### Funde
Einkorn und Emmer gehören zu den wichtigsten Kulturpflanzen der Bandkeramik. In der späten Bandkeramik gewinnt auch Binkelweizen (Triticum compactum) an Einfluss. Einkorn war in der Linearbandkeramik (zwischen 5700 und 4100 v. Chr.), einer neolithischen Kultur mit Ackerbau und Viehhaltung in Mitteleuropa, fester Bestandteil der agrarischen Produktion. Die Kultur mit ihren dörflichen Siedlungen nutzte zunächst die tief liegenden Lößflächen für den Feldbau. Angebaut wurden neben Einkorn (Triticum monococcum) noch Emmer (Triticum dicoccum), Dinkel (Triticum aestivum subsp. spelta), Lein (Linum usitatissimum) und die Hülsenfrüchte Linse und Erbse, vermutlich im Schwendbau. So weisen geoklimatische bzw. geoökologische Forschungen auf ein sehr mildes Klima während der Ausbreitung der bandkeramischen Kultur in Mitteleuropa hin.
Reste von Einkorn wurden unter anderem bei der steinzeitlichen Gletschermumie „Ötzi“ in den Alpen gefunden.

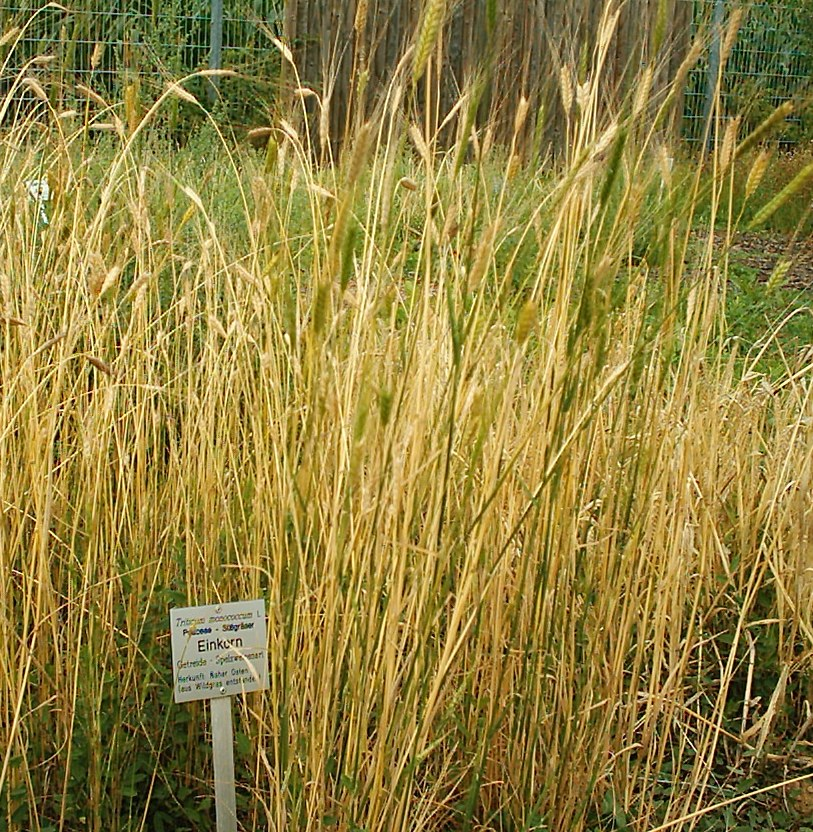
Einkorn

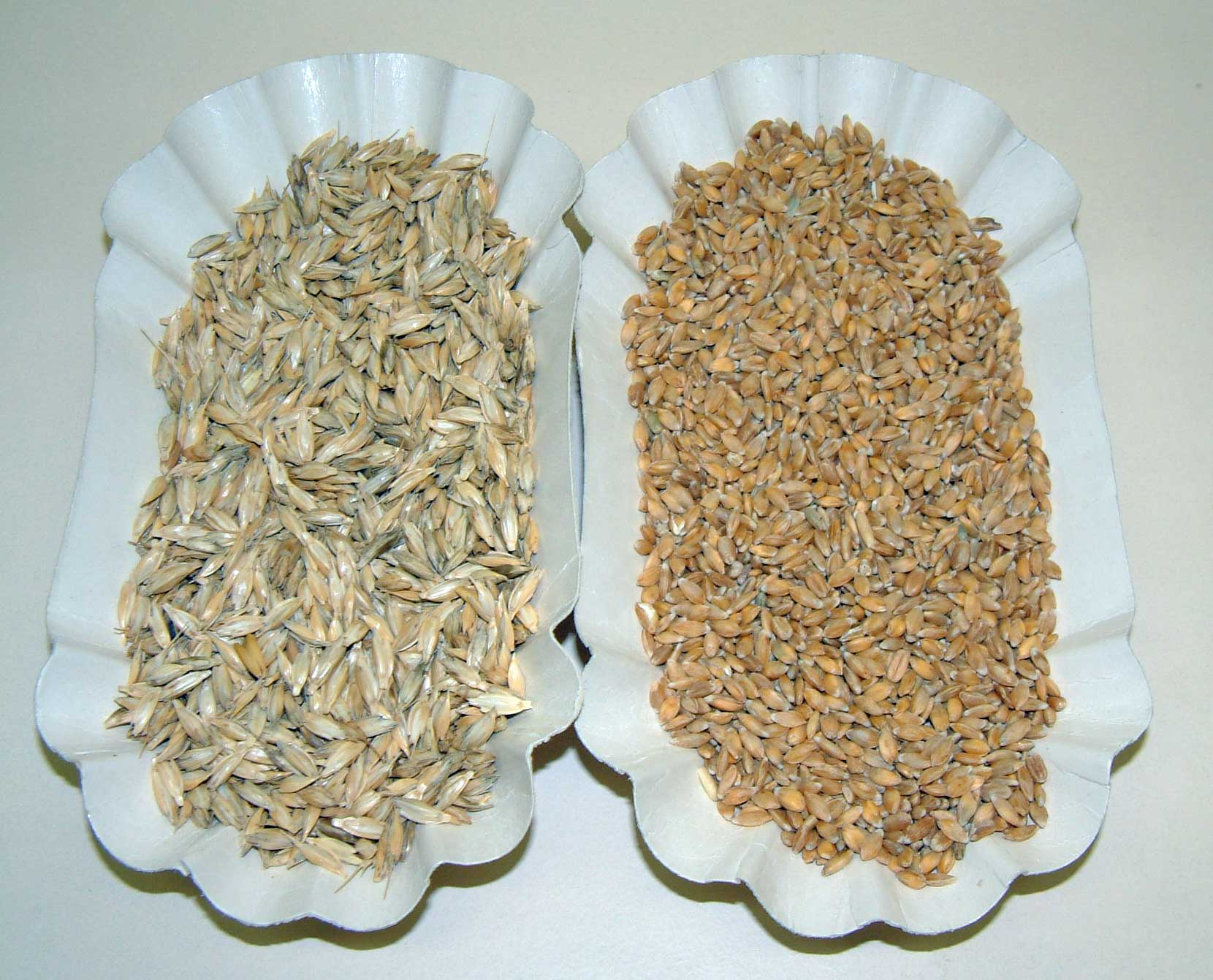
Einkorn – links in Spelzen, rechts entspelzt

### Anbau
Einkorn ist relativ anspruchslos in Bezug auf die Qualität des Bodens. Außerdem ist es resistent gegen viele Schädlinge wie Wurzelfäule, Spelzenbräune oder den Mutterkorn-Pilz und kann sich besser gegen die Konkurrenz von Ackerunkräutern durchsetzen als moderne Weizensorten. Allerdings ist der Ertrag erheblich geringer als bei den modernen Weizen-Sorten, auf sandigen Böden werden Erträge von lediglich 1,2 bis 2,1 t/ha erzielt.
Die ökologischen Zeigerwerte nach Landolt et al. 2010 sind in der Schweiz: Feuchtezahl F = 2+ (frisch), Lichtzahl L = 4 (hell), Reaktionszahl R = 4 (neutral bis basisch), Temperaturzahl T = 4 (kollin), Nährstoffzahl N = 2 (nährstoffarm), Kontinentalitätszahl K = 4 (subkontinental).
Wurde der Anbau von Einkorn im 20. Jahrhundert wirtschaftlich nahezu bedeutungslos, so wird Einkorn heute doch z. B. in der Schweiz, in Deutschland, in Österreich im Waldviertel, in Italien als lokale Spezialität im Piemont und der Provinz Brescia und in der Türkei weiterhin angebaut. In Frankreich in der Haute Provence wurde der Anbau von Einkorn in den 1990er Jahren von einer Gruppe von Erzeugern wiederbelebt, die 1997 das Syndicat du Petit Épeautre de Haute-Provence gründeten. Dies führte 2007 zur Einführung einer g.g.A. Petit épeautre de Haute Provence, die ein geografisches Gebiet von 235 Gemeinden in den Departements Drôme, Alpes-de-Haute-Provence, Hautes-Alpes und Vaucluse in einer Höhe von über 400 m und Qualitätsregeln definiert. Seit 2010 gibt es außerdem eine g.g.A. für das Mehl Farine de petit épeautre de Haute Provence.

### Inhaltsstoffe und Verwendung
Einkorn enthält relativ mehr Proteine (Aminosäuren), Lipide (meist ungesättigte Fettsäuren), Fructane und Spurenelemente (Mineralstoffe einschließlich Zink und Eisen) als Weizen, andererseits ist es ärmer an Ballaststoffen. Ein hoher Gelbpigmentgehalt an Beta-Carotin gibt dem Einkorn-Mehl eine gelbliche Farbe. Der Gehalt an Carotinen (α und β) in Einkorn (Monlis) übertraf den Gehalt in Weizen (Serio) um etwa das 8-fache; darüber hinaus verlief der Verlust an Carotinoiden beim Lagern in Weizen rascher. Um einem Verlust an Carotinoiden vorzubeugen, wird eine Lagertemperatur unter 20 °C empfohlen.
Zunehmend werden verarbeitete Produkte wie Nudeln und Brot aus Einkorn angeboten. Mit Einkorn-Malz als Zutat kann auch Bier gebraut werden.